# Fissidens alexandrinus
Fissidens alexandrinus är en bladmossart som beskrevs av Paul Pablo Günther Lorentz 1868. Fissidens alexandrinus ingår i släktet fickmossor, och familjen Fissidentaceae. Inga underarter finns listade i Catalogue of Life.